# إسبانيا في الألعاب البارالمبية الشتوية 2010
شارك إسبانيا في دورة الألعاب البارالمبية الشتوية 2010، التي أقيمت في فانكوفر بكندا، في الفترة الممتدة من 12 مارس حتى 21 مارس.
حصد إسبانيا 3 ميداليات في هذه الدورة (1 ذهبية، 2 فضية) محتلاً المرتبة 13 في الترتيب النهائي بين 44 دولة مشاركة.

## قائمة الميداليات
| الميدالية | الرياضي                 | المنافسة                      | المسابقة                   |
| ذهبية     | جون سانتاكانا مايتثتيغي | التزلج على المنحدرات الجليدية | التزلج على منحدر - رجال    |
| فضية      | جون سانتاكانا مايتثتيغي | التزلج على المنحدرات الجليدية | سباق التعرج - رجال         |
| فضية      | جون سانتاكانا مايتثتيغي | التزلج على المنحدرات الجليدية | سباق التعرج العملاق - رجال |